# Angor instable
 Mise en garde médicale
L'angor instable est un syndrome douloureux le plus souvent secondaire à un rétrécissement d'une artère coronaire dont la caractéristique est d'être aiguë, c'est-à-dire soit par l'apparition de la douleur chez un patient précédemment asymptomatique, soit par l'aggravation de douleurs chroniques ou la survenue de ces dernières dans des circonstances qui étaient jusqu'alors indolores. 
Il s'oppose ainsi à l'angor « stable ». Il s'oppose également à l'infarctus du myocarde car il n'y a pas de lésion irréversible au niveau du muscle cardiaque et pas d'élévation importante du taux de la troponine.
Il est compris dans le syndrome coronarien aigu, entité non diagnostique signifiant que le patient est hospitalisé en urgence pour une douleur thoracique suspectée d'être d'origine coronarienne, sans que l'on ait encore la preuve de cette dernière. Le syndrome coronarien aigu comprend par conséquent les angors instables, les infarctus du myocarde à la phase aigüe et les douleurs thoraciques d'origine autre. 

## Symptôme
Les symptômes de l'angor instable sont ceux de l'angine de poitrine. 

## Traitement
L'angor instable nécessite une hospitalisation en unité de soins intensifs cardiologiques.